# Spiloctenia eubagidaria
Spiloctenia eubagidaria là một loài bướm đêm trong họ Geometridae.